# Grup de l'eudialita
El grup de l'eudialita és un grup de minerals complex format per ciclosilicats trigonals amb triple enllaç (Si₃O₉)₆ i nou enllaços (Si₉O₂₇)₁₈. En alguns dels membres, dos anells dels nou darrers estan pontejats per un únic àtom de silici per donar un grup [(Si₉O₂₇)₂SiO]₃₄.
Aquest grup està format per 32 espècies: al·luaivita, amableïta-(Ce), andrianovita, aqualita, carbokentbrooksita, davinciïta, dualita, eudialita, feklichevita, fengchengita, ferrokentbrooksita, georgbarsanovita, golyshevita, ikranita, ilyukhinita, johnsenita-(Ce), kentbrooksita, khomyakovita, labirintita, manganoeudialita, manganokhomyakovita, mogovidita, odikhinchaïta, oneil·lita, raslakita, rastsvetaevita, selsurtita, sergevanita, siudaïta, taseqita, voronkovita i zirsilita-(Ce).
| Espècie             | Fórmula                                                                     |
| ------------------- | --------------------------------------------------------------------------- |
| Al·luaivita         | Na₁₉(Ca,Mn)₆(Ti,Nb)₃Si₂₆O₇₄Cl·2H₂O                                          |
| Amableïta-(Ce)      | Na₁₅[(Ce₁.₅Na₁.₅)Mn₃]Mn₂Zr₃◻Si[Si₂₄O₆₉(OH)₃](OH)₂·H₂O                       |
| Andrianovita        | Na₁₂(K,Sr,Ce)₃Ca₆Mn₃Zr₃Nb(Si₂₅O₇₃)(O,H₂O,OH)₅                               |
| Aqualita            | (H₃O)₈(Na,K,Sr)₅Ca₆Zr₃Si₂₆O₆₆(OH)₉Cl                                        |
| Carbokentbrooksita  | (Na₃Na₃Na₃Na₃Na₃)Ca₆(ᵛMn²⁺₃)Zr₃[Si₃O₉]₂[Si₉O₂₇SiO][Si₉O₂₇Nb(OH)₃](CO₃)(H₂O) |
| Davinciïta          | Na₁₂K₃Ca₆Fe²⁺₃Zr₃(Si₂₆O₇₃OH)Cl₂                                             |
| Dualita             | Na₃₀(Ca,Na,Ce,Sr)₁₂(Na,Mn,Fe,Ti)₆Zr₃Ti₃Mn[Si₅₁O₁₄₄](OH,H₂O,Cl)₉             |
| Eudialita           | Na₁₅Ca₆Fe₃Zr₃Si(Si₂₅O₇₃)(O,OH,H₂O)₃(Cl,OH)₂                                 |
| Feklichevita        | Na₁₁Ca₉(Fe³⁺,Fe²⁺)₂Zr₃Nb[Si₂₅O₇₃](OH,H₂O,Cl,O)₅                             |
| Fengchengita        | Na₁₂◻₃(Ca,Sr)₆Fe³⁺₃Zr₃Si(Si₂₅O₇₃)(H₂O,OH)₃(OH,Cl)₂                          |
| Ferrokentbrooksita  | Na₁₅Ca₆(Fe,Mn)₃Zr₃NbSi₂₅O₇₃(O,OH,H₂O)₃Cl₂                                   |
| Georgbarsanovita    | Na₁₂(Mn,Sr,REE)₃Ca₆Fe²⁺₃Zr₃NbSi₂₅O₇₆Cl₂·H₂O                                 |
| Golyshevita         | Na₁₀Ca₃Ca₆Zr₃Fe₂SiNb(Si₃O₉)₂(Si₉O₂₇)₂CO₃(OH)₃·H₂O                           |
| Ikranita            | (Na,H₃O)₁₅(Ca,Mn²⁺)₆Fe³⁺₂Zr₃[H₀-₃Si₃O₉)₂(Si₉O₂₇)₂SiO]Cl·2-3H₂O              |
| Ilyukhinita         | (H₃O,Na)₁₄Ca₆Mn₂Zr₃Si₂₆O₇₂(OH)₂·3H₂O                                        |
| Johnsenita-(Ce)     | Na₁₂Ce₃Ca₆Mn₃Zr₃WSi₂₅O₇₃(CO₃)(OH)₂                                          |
| Kentbrooksita       | (Na,REE)₁₅(Ca,REE)₆(Mn²⁺,Fe²⁺)₃Zr₃Nb[Si₂₅O₇₄]F₂·2H₂O                        |
| Khomyakovita        | Na₁₂Sr₃Ca₆Fe₃Zr₃W[Si₂₅O₇₃](O,OH,H₂O)₃(OH,Cl)₂                               |
| Labirintita         | (Na,K,Sr)₃₅Ca₁₂Fe₃Zr₆TiSi₅₁O₁₄₄(O,OH,H₂O)₉Cl₃                               |
| Manganoeudialita    | Na₁₄Ca₆Mn₃Zr₃[Si₂₆O₇₂(OH)₂](H₂O,Cl,O,OH)₆                                   |
| Manganokhomyakovita | Na₁₂Sr₃Ca₆Mn₃Zr₃W[Si₂₅O₇₃](O,OH,H₂O)₃(OH,Cl)₂                               |
| Mogovidita          | Na₉(Ca,Na)₁₂Fe₂Zr₃Si₂₅O₇₂(CO₃)(OH)₄                                         |
| Odikhinchaïta       | Na₉Sr₃[(H₂O)₂Na]Ca₆Mn₃Zr₃NbSi(Si₂₄O₇₂)O(OH)₃(CO₃)·H₂O                       |
| Oneil·lita          | Na₁₅Ca₃Mn₃Fe²⁺₃Zr₃Nb(Si₂₅O₇₃)(O,OH,H₂O)₃(OH,Cl)₂                            |
| Raslakita           | Na₁₅Ca₃Fe²⁺₃(Na,Zr)₃Zr₃(Si,Nb)[(Si₃O₉)₂(Si₉O₂₇)₂SiO](OH,H₂O)₃(Cl,OH)        |
| Rastsvetaevita      | Na₂₇K₈Ca₁₂Fe₃Zr₆Si₅₂O₁₄₄(O,OH,H₂O)₆Cl₂                                      |
| Selsurtita          | (H₃O)₁₂Na₃(Ca₃Mn₃)(Na₂Fe)Zr₃◻{Si(Si₃O₉)₂(Si₉O₂₇)Si₉O₂₄(OH)₃}(OH)Cl(H₂O)     |
| Sergevanita         | Na₁₅(Ca₃Mn₃)(Na₂Fe)Zr₃Si₂₆O₇₂(OH)₃·H₂O                                      |
| Siudaïta            | Na₈(Mn²⁺₂Na)Ca₆(Fe³⁺,Mn²⁺)₃Zr₃NbSi₂₄(Si,◻,Ti)O₇₄(OH)₂Cl·5H₂O                |
| Taseqita            | Na₁₂Sr₃Ca₆Fe₃Zr₃Nb[(Si₃O₉)₂(Si₉O₂₇)₂SiO]Cl₂(O,OH,H₂O)₃                      |
| Voronkovita         | Na₁₅(Na,Ca,Ce)₃(Mn,Ca)₃Fe₃Zr₃Si₂₆O₇₂(OH,O)₄Cl·H₂O                           |
| Zirsilita-(Ce)      | Na₁₁-₁₂(Ce,Na)₃Ca₆Mn₃Zr₃Nb(Si₁₉O₅₅)(Si₃O₉)₂(CO₃)(OH)₃·H₂O                   |

Algunes mostres d'aquestes espècies no identificades correctament es poden trobar etiquetades com eucolita o barsanovita. Aquesta espècie, actualment considerada una varietat d'eudialita o de ferrokentbrooksita, va ser descoberta el 1847 a Noruega.